# Eddie Futch Award
Der Eddie Futch Award (früher Eddie Futch-John F.X. Condon Award) ist eine Preisvergabe von der Boxing Writers Association of America (BWAA) für den Welttrainer des Jahres in der Disziplin Boxen. Er wird seit 1989 jährlich vergeben. In der folgenden Tabelle sind alle Sieger in chronologischer Reihenfolge gelistet. Der US-Amerikaner Freddie Roach ist mit insgesamt 7 Auszeichnungen mit Abstand der Erfolgreichste.
| Welttrainer des Jahres | Welttrainer des Jahres   | Welttrainer des Jahres        |
| Jahr der Preisvergabe  | Preisträger              | Nationalität des Preisträgers |
| ---------------------- | ------------------------ | ----------------------------- |
| 1989                   | George Benton            | US-amerikanisch               |
| 1990                   | George Benton (2)        | US-amerikanisch               |
| 1991                   | Eddie Futch              | US-amerikanisch               |
| 1992                   | Eddie Futch (2)          | US-amerikanisch               |
| 1993                   | Emanuel Steward          | US-amerikanisch               |
| 1994                   | Teddy Atlas              | US-amerikanisch               |
| 1995                   | Félix Trinidad Sr        | puerto-ricanisch              |
| 1996                   | Don Turner               | US-amerikanisch               |
| 1997                   | Emanuel Steward (2)      | US-amerikanisch               |
| 1998                   | Jack Mosley              | US-amerikanisch               |
| 1999                   | Miguel Diaz              | argentinisch                  |
| 2000                   | Félix Trinidad, Sr. (2)  | puerto-ricanisch              |
| 2001                   | Bouie Fisher             | US-amerikanisch               |
| 2002                   | Buddy McGirt             | US-amerikanisch               |
| 2003                   | Freddie Roach            | US-amerikanisch               |
| 2004                   | Dan Birmingham           | US-amerikanisch               |
| 2005                   | Dan Birmingham (2)       | US-amerikanisch               |
| 2006                   | Freddie Roach (2)        | US-amerikanisch               |
| 2007                   | Enzo Calzaghe            | italienisch                   |
| 2008                   | Freddie Roach (3)        | US-amerikanisch               |
| 2009                   | Freddie Roach (4)        | US-amerikanisch               |
| 2010                   | Freddie Roach (5)        | US-amerikanisch               |
| 2011                   | Virgil Hunter            | US-amerikanisch               |
| 2012                   | Robert Garcia            | mexikanisch                   |
| 2013                   | Freddie Roach (6)        | US-amerikanisch               |
| 2014                   | Freddie Roach (7)        | US-amerikanisch               |
| 2015                   | Abel Sanchez             | mexikanisch                   |
| 2016                   | Shane McGuigan           | britisch                      |
| 2017                   | Anatoly Lomatschenko     | ukrainisch                    |
| 2018                   | Anatoly Lomatschenko (2) | ukrainisch                    |
| 2019                   | Eddy Reynoso             | mexikanisch                   |
| 2020                   | Teófimo López senior     | US-amerikanisch               |
| 2021                   | Eddy Reynoso (2)         | mexikanisch                   |
| 2022                   | Derrick James            | US-amerikanisch               |